# Epitoxus aurorae
Epitoxus aurorae är en skalbaggsart som beskrevs av Yélamos 1996. Epitoxus aurorae ingår i släktet Epitoxus och familjen stumpbaggar. Inga underarter finns listade i Catalogue of Life.